# Lejsta
Lejsta är en småort i Rasbo socken i Uppsala kommun, belägen omkring 13 km öster om Storvreta och 19 km nordost om Uppsala. Genom Lejsta rinner Lejstaån.